# Joey Pollari
Joey Pollari (Minnesota, 9 de Abril de 1994) é um ator norte-americano. Ele é mais conhecido por seu papel no Filme, Skyrunners de 2009, no qual interpreta "Tyler Burns", a irmão mais novo do "Nick Burns", interpretado por Kelly Blatz.

## Biografia
Pollari começou sua carreira de ator, quando participou de um evento de Escotismo na baixa de Minneapolis com sua mãe. Ele recebeu retornos de chamada no dia seguinte de agentes que queriam representá-lo. Pollari teve atuação aulas de artes de teatro Stagecoach. Pollari apareceu em produções teatrais no Guthrie Theater em Minneapolis, o Ordway Center for the Performing Arts em Saint Paul e o teatro de SteppingStone para o desenvolvimento de jovens, também em São Paulo. Em 30 de abril de 2006, Pollari apareceu como um newsboy em "O clube das dondocas" (The hen house), um episódio (S3E21) da série de televisão policial processuais Cold Case. The Walt Disney Company expulsá-lo em Skyrunners, um filme Original 2009 Disney XD sobre dois irmãos que tropeçam em cima de uma nave espacial que é procurada por agentes do FBI e alienígenas do espaço. O filme, que foi filmado em Nova Zelândia, estreou no Disney XD em 27 de novembro de 2009. Pollari tinha 15 anos quando exibido pela primeira vez. Sua co-estrela no filme, Kelly Blatz, um amigo de longa data de Pollari, disse Pollari cresceu "como um pé mais alto e sua voz mudado e tudo" durante as filmagens de Skyrunners.

## Filmografia
| Ano  | Título                   | Papel                | Notas          |
| ---- | ------------------------ | -------------------- | -------------- |
| 2009 | Skyrunners               | Tyler Burns          | Primeiro Papel |
| 2010 | Avalon High              | Miles                | Filme          |
| 2006 | Cold Case: The Hen House | NewsBoys             | 1945           |
|      | The Inbetweeners         | (Upcoming) Lead Role | -              |
| 2018 | Love, Simon              |                      |                |